# Sociedad Bilbaína
La Sociedad Bilbaina es un club privado fundado como sociedad de recreo y cultura en 1839. Actualmente su sede se encuentra en la calle Navarra n.º 1 de la ciudad de Bilbao (Vizcaya, España), concretamente en el Edificio de la Sociedad Bilbaína.

## Historia

### Constitución de la Sociedad Bilbaína
Reunidos un día de mayo de 1839 un grupo de ilustres bilbaínos, tuvieron la idea de fundar un club social a la manera de los que iban apareciendo en diversos países de Europa. En un contexto en el que Bilbao se situaba como ciudad industrial de referencia y su economía vivía las mejores épocas de su historia, el 15 de octubre de 1839 se fundó en la planta principal de la casa n.º 5 de la plaza Nueva el club que se conoce por el nombre de Sociedad Bilbaína. La lista de los socios fundadores la compusieron 133 bilbaínos, principalmente ligados a la élite económica y social de la ciudad. La primera Junta Directiva fue la siguiente:
| Titular                | Nº socio | Cargo          |
| ---------------------- | -------- | -------------- |
| D. Máximo Aguirre      | N.º1     | Presidente     |
| D. Francisco Gaminde   | N.º2     | Vicepresidente |
| D. Manuel A. Uhagón    | N.º3     | Contador       |
| D. Juan de Aguirre     | N.º4     | Tesorero       |
| D. Pedro P. Uhagón Jr. | N.º5     | Secretario     |

Los socios primitivos, ideológicamente diversos y con gustos diversos, acordaron aparcar los asuntos más polémicos de las actividades propias del club. Pronto comenzó la creación de la nueva biblioteca, que llegó a convertirse en una de las más significativas de la ciudad. El primer reglamento, aprobado en 1839, establecía en su artículo 1 que "La Sociedad tiene por objeto la lectura y el recreo".
Un año después de su fundación contaba con 240 socios. La cuota de entrada se estableció en cuarenta reales de vellón (2 duros) y posteriormente subió a 100 reales (25 pesetas). La cuota mensual inicial, que era de 3 pesetas, se mantuvo sin cambios hasta 1844, año en que se aumentó en una peseta.

### Nueva sede en la calle Navarra
El 29 de enero de 1908, la junta se propone estudiar definitivamente el traslado, coincidiendo con la llegada a la presidencia de D. Pablo García Ogara. El 18 de abril se aprueba el lugar de la nueva sede: los terrenos llamados “de la Concordia”, a la orilla del Nervión, hasta entonces propiedad del Banco Bilbao Vizcaya. La Sociedad Bilbaína adquirió estos terrenos en un enclave estratégico del nuevo ensanche bilbaíno. De todas las propuestas recibidas se seleccionaron tres, y de éstas, resultó elegida la presentada por el prestigioso arquitecto D. Emiliano Amann Amann.
Tras setenta y cinco años que permaneció en la Plaza Nueva y casi tres años de construcción del nuevo edificio, la sede de la Sociedad Bilbaína se trasladó a su nueva ubicación. La obra, que actualmente se puede contemplar en la calle Navarra, se dio por finalizada el 24 de enero de 1913, con un coste de más de tres millones y medio de pesetas. 
En 1924, tras la prohibición de las salas de juego decretado por la dictadura, la Sociedad Bilbaína tuvo que adaptar la actividad de varios salones. Esta modificación supuso un golpe a la exultante economía del club, que consiguió estabilizarse gracias a la aportación de sus socios.

### Ocupación de la sede durante laGuerra Civil
El año 1931, tras la caída de la monarquía española y el advenimiento de la Segunda República, se inicia un nuevo período que desemboca en la Guerra Civil (1936-1939). La Sociedad se vio al momento afectada por la situación bélica: Bilbao y Vizcaya habían quedado en la zona que se mantuvo fiel al orden constitucional y al Gobierno de Euzkadi. 

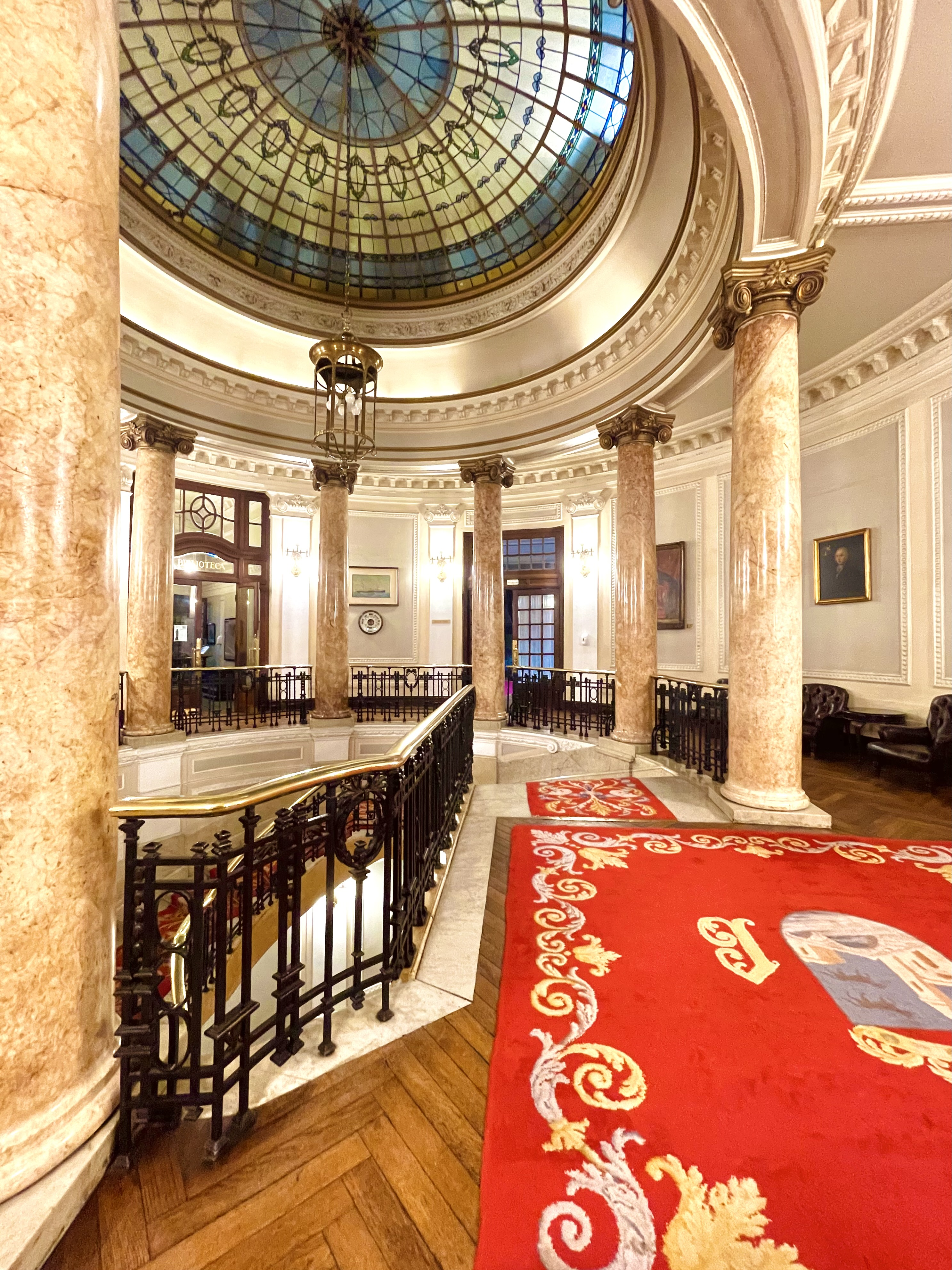
Hall de acceso del edificio de la Sociedad Bilbaína

En sólo dos días (20 de julio de 1936), varios brigadistas anarcosindicalistas tomaron la calle de la estación, emplazaron una ametralladora delante del portalón y penetraron en el club para registrar, desde el cuarto piso a los sótanos, todas las dependencias. Durante esta ocupación se saqueó y destruyó buena parte del patrimonio artístico y mobiliario histórico, además de los licores de los diversos bares del club. El edificio fue incautado y sus miembros expulsados, pasando a usarse inicialmete por el Gobierno Civil (7 agosto-12 de septiembre de 1936) y después por la CNT (26 septiembre-28 de octubre de 1936). Estos sucesos generaron una confrontación directa entre los milicianos anarquistas y las autoridades del Gobierno Vasco.
Ante la necesidad de instalar las nuevas dependencias del ejecutivo vasco, el gabinete del lendakari José Antonio Agirre instaló allí la Consejería de Gobernación del primer Gobierno de Euzkadi (28 de octubre de 1936-17 de junio de 1937), pilotada por el entonces consejero nacionalista D. Telesforo Monzón, que estableció allí su despacho y su residencia.
Tras la llegada de las tropas franquistas a la ciudad, el edificio fue tomado por soldados falangistas para establecer finalmente la sede de la FET de las JONS (junio-julio 1937). De los inquilinos anarquistas y franquistas la sociedad sólo sufrió rapiña y destrozos.  
El socio, arquitecto y político nacionalista D. Tomás Bilbao, por aquel entonces director general de obras públicas del Gobierno de Euzkadi, decidió días antes del primer asalto tapiar el acceso a la biblioteca y camuflar el nuevo muro con una falsa pared. Esta audaz decisión permitió salvar íntegramente el fondo histórico de la entidad, el espacio original de la biblioteca, su mobiliario histórico y varias piezas artísticas de la colección. 

### Reapertura en ladictadura franquistayetapa democrática
La Sociedad se abrió de nuevo el 14 de noviembre de 1937, tras negociar con el nuevo régimen la devolución del edificio incautado y la expulsión de los socios que habían permanecido fieles a la democracia, principalmente vinculados al nacionalismo vasco. De los empleados sólo quedaba la mitad, y de los socios, menos de 900.
En la década de 1950 la Bilbaína se centra en la vida social y cultural, al abrigo de la recuperación económica que experimentaba Bilbao. Ejemplo de ello es la biblioteca, que se acercó a los 40.000 volúmenes y en 1955 constituyó su Sección Vascongada, a cuya inauguración acudió el entonces Ministro de Educación Nacional.
En octubre de 1970 se acuerda iniciar las actuaciones para constituir un Club de Campo que se ubicaría en la zona de Munguía. En diciembre de 1972 se presentó el proyecto de Campo de Golf diseñado por Robert Putman. Se iniciaron las obras el 23 de junio de 1973 y se ejecutaron en un tiempo de dos años, inaugurándose en junio de 1975. Este conjunto residencial de casi 1.000 viviendas acoge en la actualidad a las fortunas más destacadas del territorio.
Durante las inundaciones de 1983 la Sociedad Bilbaína quedó anegada no sólo en los sótanos y en La Bodega, sino a nivel de la planta baja, donde el lodo se embalsó en el Bar Inglés y en la recepción. Una extraordinaria inversión de sus socios permitió recuperar el carácter original de todas las estancias y reparar las maquinarias que habían resultado dañadas.
Durante las últimas décadas del siglo XX la Sociedad Bilbaína gozó de una excelente salud económica, realizando incluso considerables donaciones para proyectos estratégicos en el devenir de la ciudad.

## La Sociedad Bilbaína en la actualidad

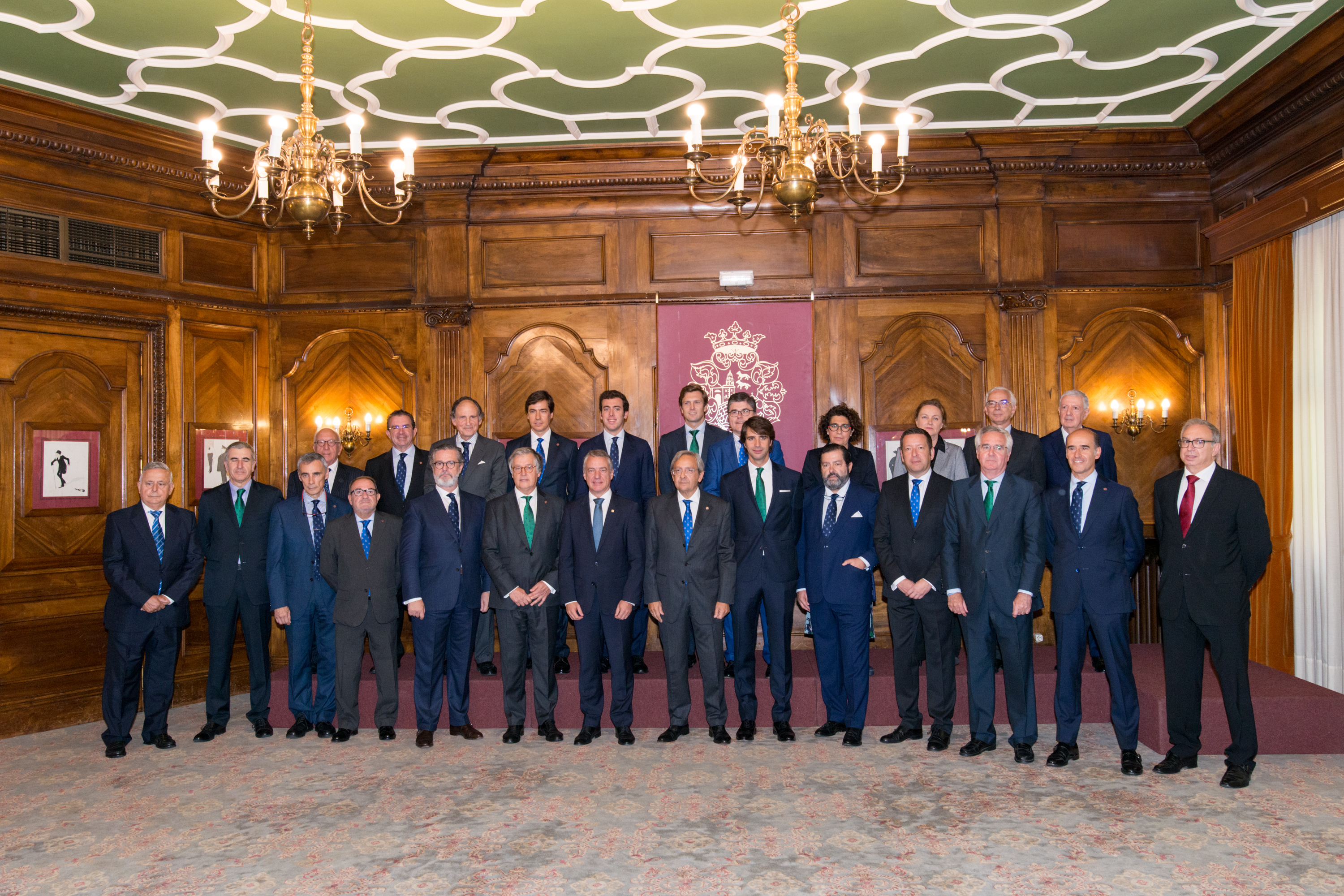
Acto conmemorativo del 180º aniversario de la Sociedad Bilbaina, presidido por el lehendakari Iñigo Urkullu (2017)

La Sociedad Bilbaína es en la actualidad miembro de la red International Associate Clubs, institución que agrupa los clubes privados más prestigiosos del panorama internacional. Junto al Círculo Ecuestre de Barcelona y el Real Casino de Madrid, se sitúa como uno de los principales clubs privados de España, siendo también el más importante del norte del país. Ofrece a sus socios y socias un amplio catálogo de servicios y actividades. A destacar, además de sus numerosos salones, la biblioteca con más de 40 000 volúmenes y varios incunables. Es, tras la de la Universidad de Deusto, la segunda biblioteca privada más importante del País Vasco. En sus estancias conserva, a su vez, una amplia colección patrimonial que abarca desde mobiliario histórico del siglo XVII o cartas náuticas originales del siglo XVI hasta grandes obras artísticas de autores como Guiard, Losada y Arteta.
La Sociedad Bilbaína mantiene acuerdos de reciprocidad con más de 200 clubes de los cinco continentes, a los que sus socios pueden acceder en igualdad de condiciones que sus miembros, pudiendo hacer uso y disfrute de las instalaciones de estos establecimientos e incluso pernoctar en ellos.
El acceso a la Sociedad Bilbaína está restringido a sus socios y socias, así como a los invitados que puedieran acompañarles, siendo obligatorio en la mayoría de estancias del edificio el uso de chaqueta y corbata. Para el caso de las señoras el código de vestimenta queda referenciado a su elegancia habitual.

### Instalaciones y actividad
El edificio se completa con restaurantes, dos bares, varias salas de estar, salones de juntas, sala de billares, salón de cartas, salón de baile, sala de cine y televisión, discoteca, txoko, peluquería, gimnasio, zona spa con sauna, enfermería y varios dormitorios, entre otras dependencias. En la actualidad varias salas se encuentran en proceso de reforma y modernización. La azotea del edificio también se encuentra en obras para acoger, próximamente, una gran terraza panorámica con servicio de bar y ambientación.
En su afamada área gastronómica, cuenta con varios restaurantes en su sede, así como una sociedad gastronómica, La Bodega, dónde sus socios disponen de un lugar de reunión y una cocina a su disposición si así lo desean.
En la sección deportiva, cuenta en su sede con un completo y equipado gimnasio y un frontón tipo squash. La Sociedad Bilbaína dispone de secciones de esquí, boxeo, caza, golf, billar, etc. además de organizarse múltiples y variadas actividades relacionadas con el ejercicio físico. En el ático del edificio cuenta con una zona de SPA con sauna. 
En relación con su oferta cultural, la Sociedad Bilbaína organiza a lo largo de todo el año, conciertos musicales, charlas, presentaciones de libros, conferencias, exposiciones artísticas, eventos conmemorativos, cursos de lenguas extranjeras, etc. en su nutrida agenda cultural, siendo uno de los grandes referentes de la programación cultural permanente en Bilbao. 
El Club dispone en su edificio de habitaciones en suite para uso de sus socios y miembros de clubes corresponsales.

### Membresía
En la actualidad, la Sociedad Bilbaína aglutina cerca de un millar de socios y socias, siendo mayoritariamente sus integrantes personas destacadas del ámbito de la empresa, la política y la alta sociedad de la Villa. El ingreso en el club no es voluntario, puesto que cada candidatura ha de presentarse avalada por, como mínimo, tres socios de número con determinada antigüedad en el club. El candidato o candidata en cuestión, que debe reunir ciertos requisitos, ha de someterse al veredicto secreto de la Comisión de Admisión y la Junta Directiva, que autorizará o denegará su ingreso tras someter al interesado o interesada a una entrevista en profundidad.
El año 2015, tras más de 175 años de trayectoria como club de caballeros, la Sociedad Bilbaína incorporó en sus estatutos la posibilidad de que las mujeres pudiesen incorporarse como socias de pleno derecho.